# Навагинская равнина
Навагинская равнина (азерб. Navahı düzü) — равнина в Азербайджане, расположенная вдоль нижнего течения реки Пирсагат между Алятской и Мишовдагской грядами. Высота равнины до 100 м.
Равнина сложена из отложений антропогенной системы. На Навагинской равнине преобладает ландшафт полупустынь и сухих степей, здесь сеется пшеница и развито животноводство.